# Gironda
La Gironda (33) (Gironda en occità, Gironde en francès) és un departament situat a la Gascunya (Occitània) al sud-oest de l'Estat francès, a la regió de Nova Aquitània. Pren el seu nom de l'estuari de la Gironda, que neix a la confluència dels rius Dordonya i Garona, un cop passada la ciutat de Bordeus. La Gironda és el departament més gran de la França Europea i el segon de tot França, darrere la Guaiana Francesa.

## Geografia
La Gironda forma part de la regió de Nova Aquitània. Limita amb els departaments de les Landes, Olt i Garona, la Dordonya, i de Charente Marítim. Està banyada a l'oest per l'oceà Atlàntic.

## Història
La Gironda fou un dels 83 departaments originals creats durant la Revolució Francesa, el 4 de març de 1790 (en aplicació de la llei del 22 de desembre de 1789). El departament va ser creat a partir de les antigues províncies de Gascunya i Guiena.
De 1793 a 1795, el departament de la Gironda es digué Bec-d'Ambès. Durant aquest període, el terme Gironde designava el grup parlamentari dels Girondins, als quals Robespierre ordenà perseguir i guillotinar.

## Política
L'any 2004, fou reelegit com a president del Consell General de la Gironda el senador Philippe Madrelle, del Partit Socialista, partit que hi té la majoria absoluta. Philippe Madrelle ocupa la presidència de la Gironda des de 1988.
Les principals atribucions del Consell General són votar el pressupost del departament i escollir d'entre els seus membres una comissió permanent, formada per un president i diversos vicepresidents, que serà l'executiu del departament. Actualment, la composició política d'aquesta assemblea és la següent:
- Partit Socialista (PS): 40 consellers generals
- Unió per un Moviment Popular (UMP) : 17 consellers generals
- Partit Comunista Francès (PCF): 3 consellers generals
- No-adscrits d'esquerra: 2 consellers generals
- Caça, Pesca, Natura i Tradicions (CPNT): 1 conseller general

## Economia
Els vins que s'hi produeixen tenen molt de renom, especialment els del Médoc.